# کلیسای آرنی
کلیسای آستواتساتسین آرنی یا (به ارمنی: Սուրբ Աստուածածին Արենիի եկեղեցի) کلیسایی با یک شبستان و دو گنبدی جناحی است این کلیسا در بالای فلات مشرف بر رود آرپا و روستای آرنی استان وایوتس‌جور، ارمنستان واقع شده است. ساخت و ساز کلیسای آرنی در سال ۱۳۲۱ به پایان رسید. این کلیسا مرتبط با کلیسای حواری ارمنی می باشد.

## نگارخانه

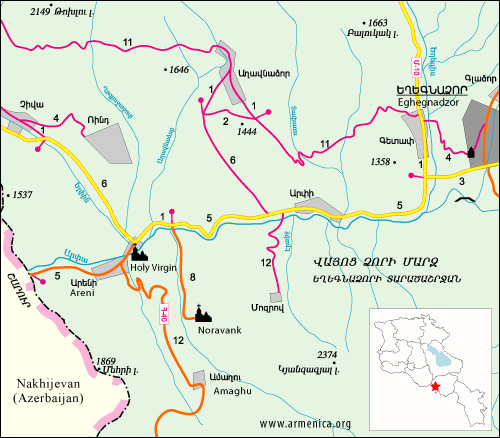
موقعیت کلیسای آرنی و نوراوانک
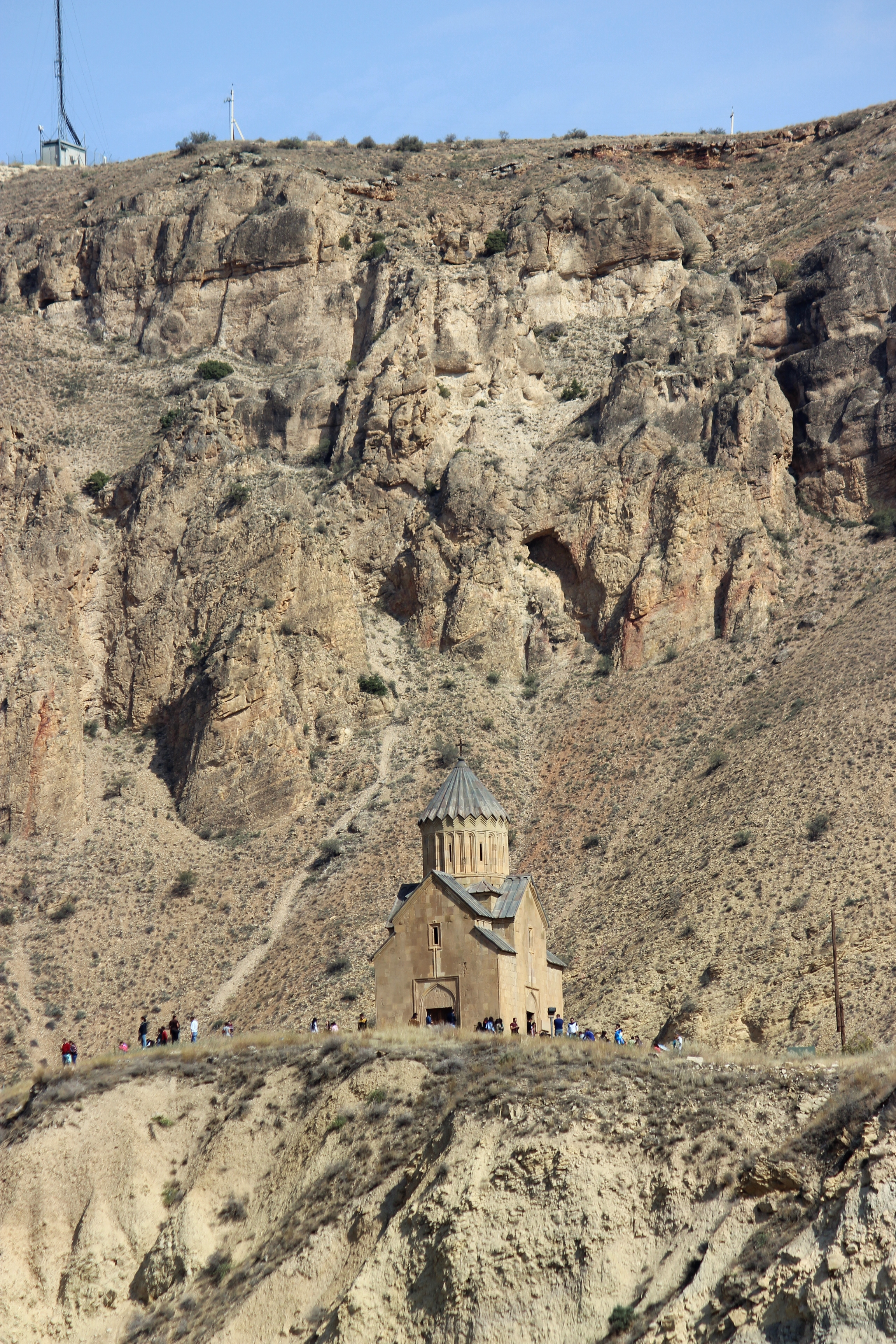
Areni S. Astvatsatsin Church as seen from town during the 2014 Areni Wine Festival
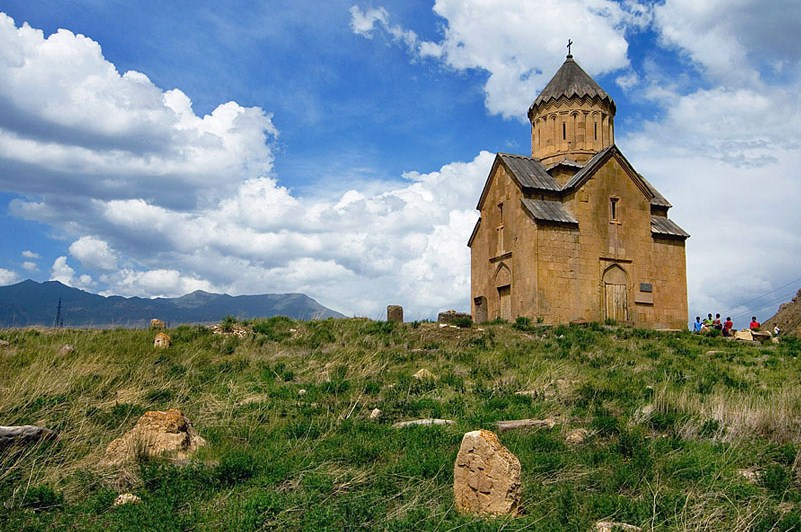
View of the Church with graveyard , چلیپاسنگs in front
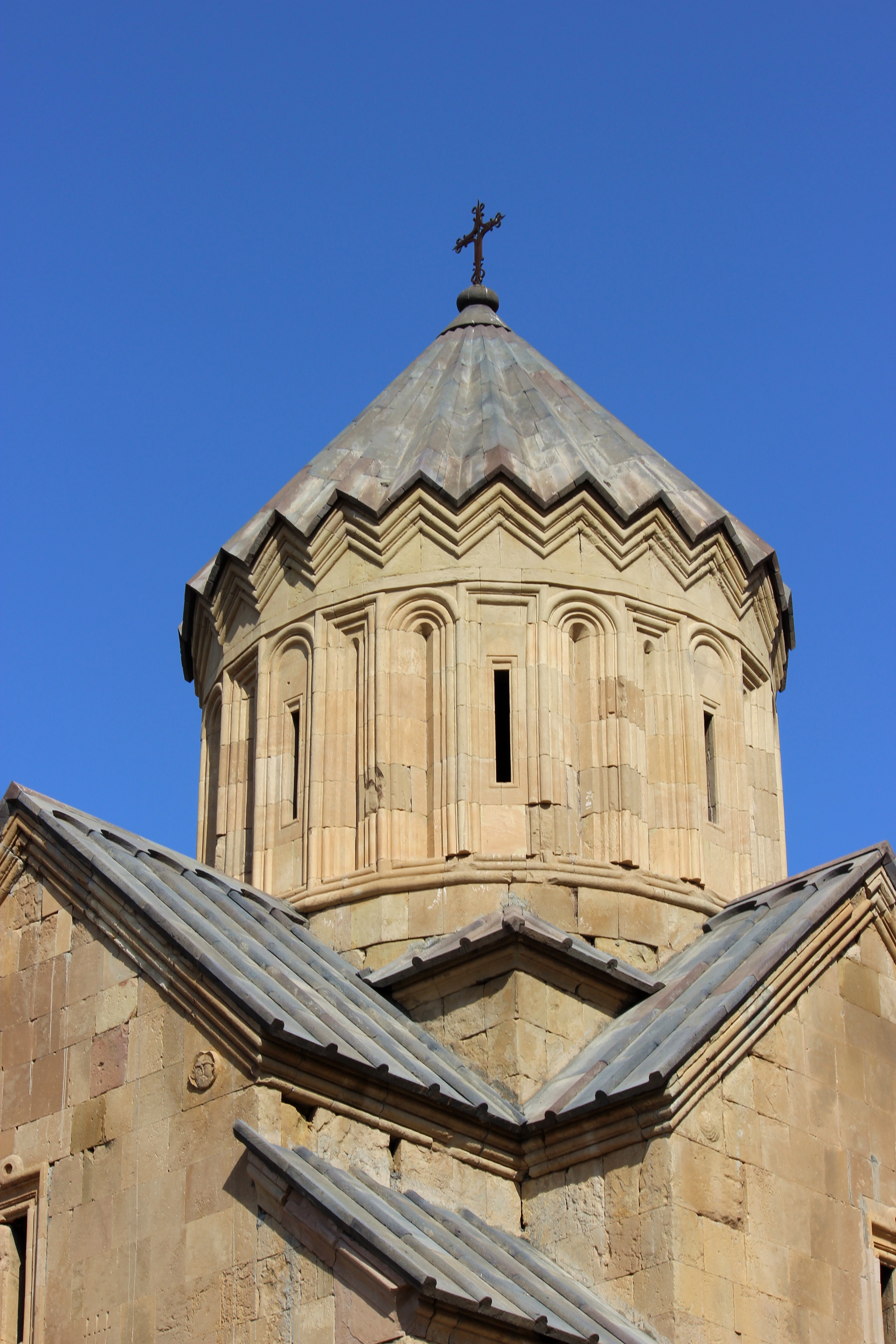
Church drum with a conical umbrella type dome
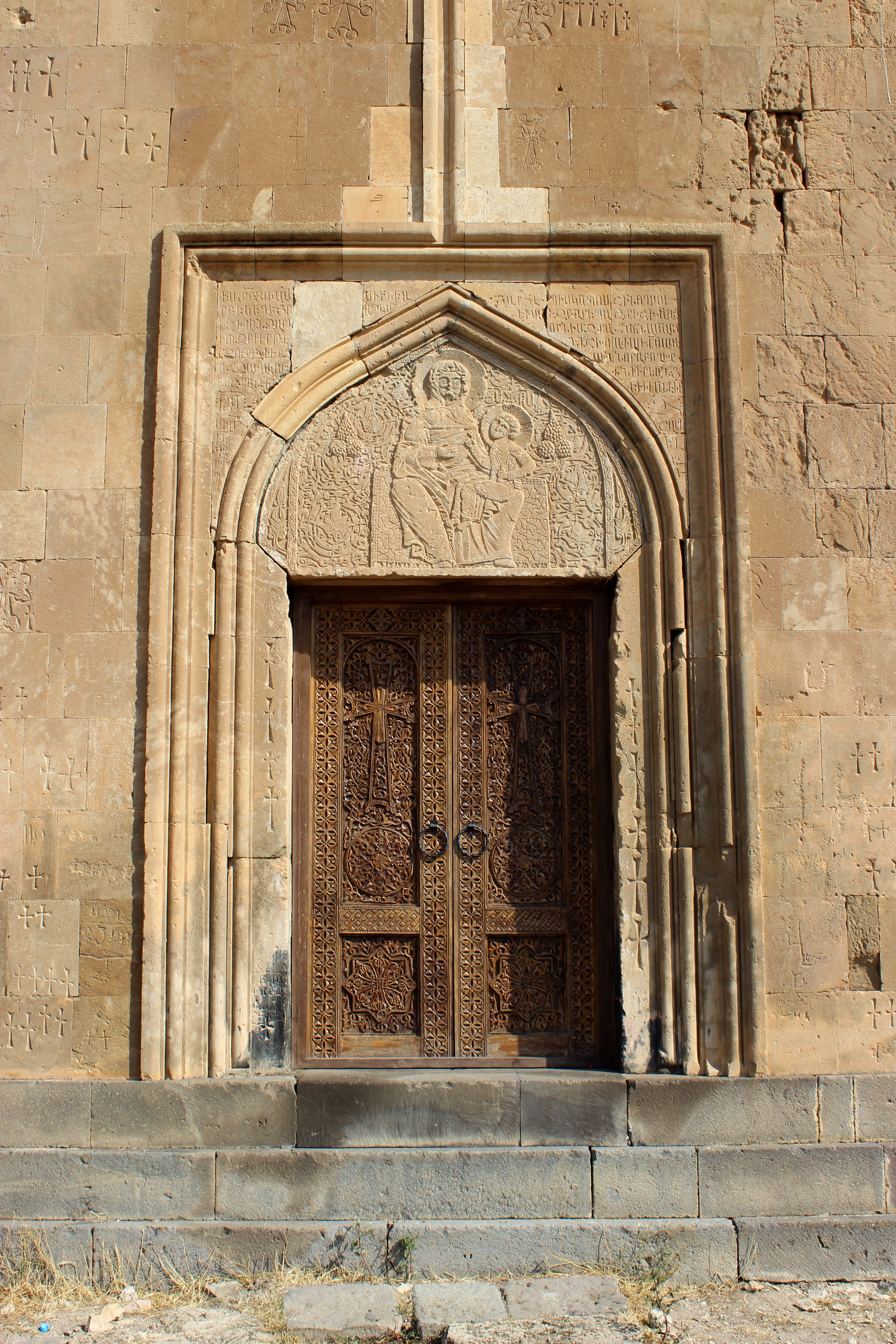
Western portal with a decorative tympanum
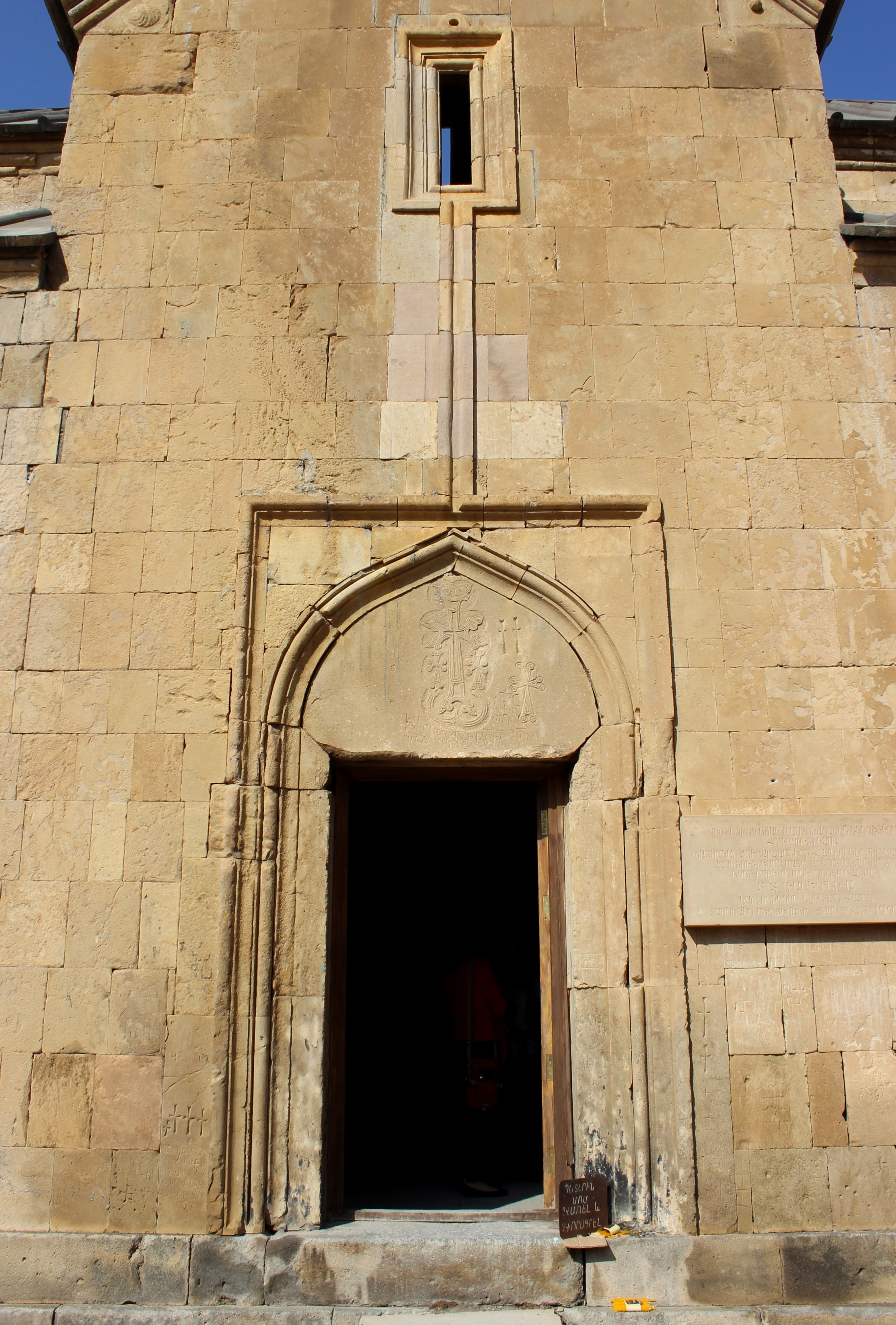
Southern façade and portal to the church
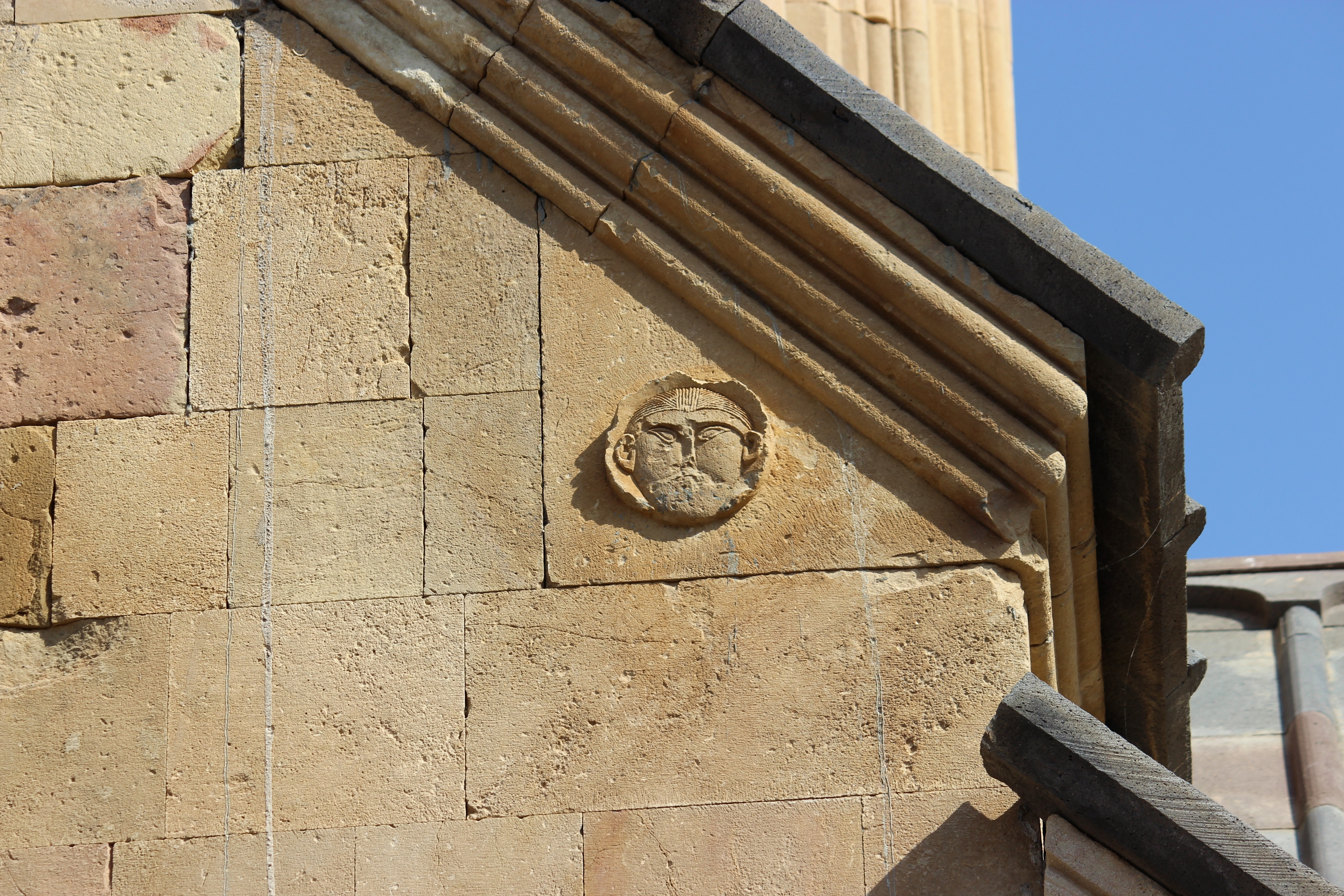
High-relief decoration of a face upon the upper portion of the western façade
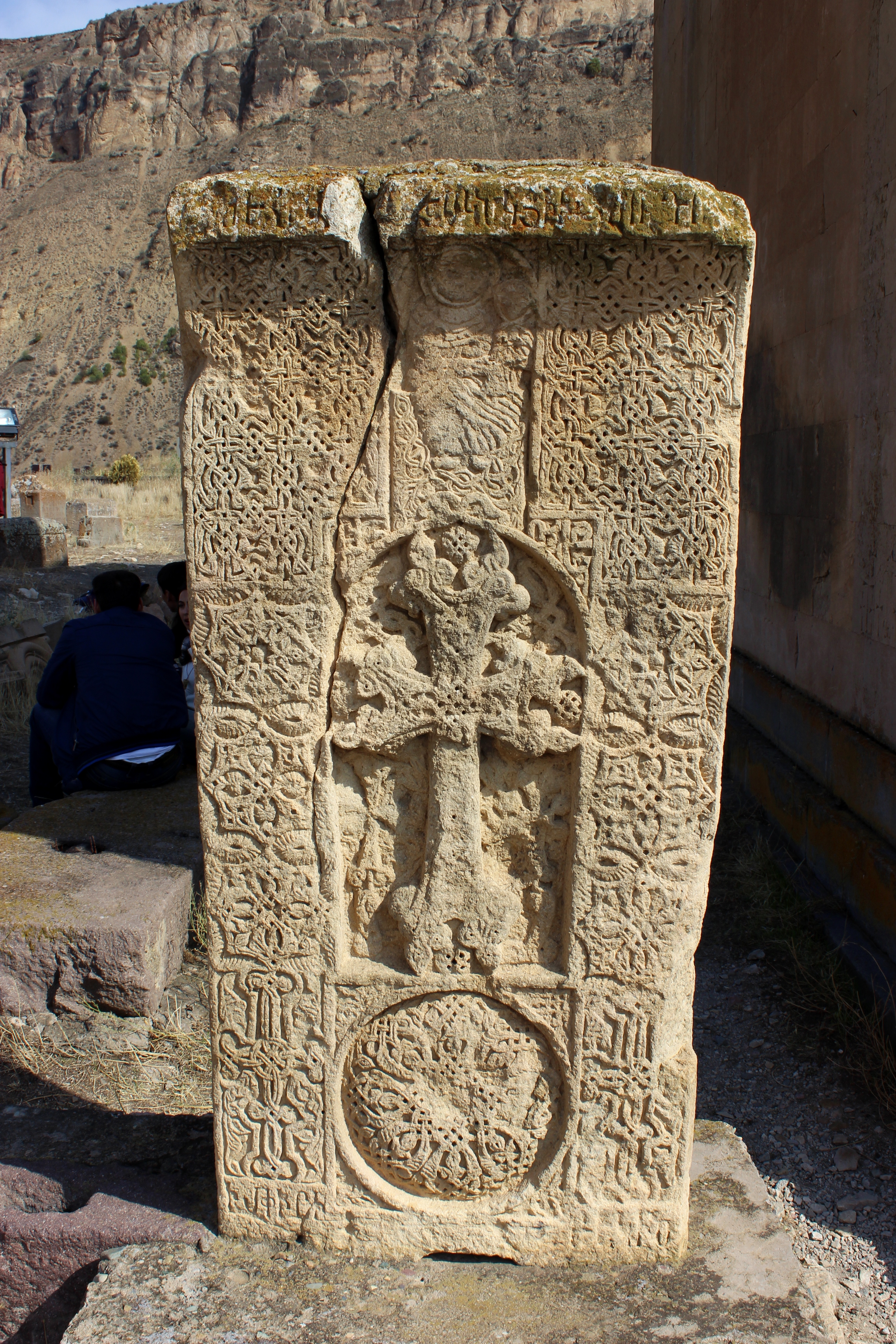
Khachkar adjacent to the western end of the church
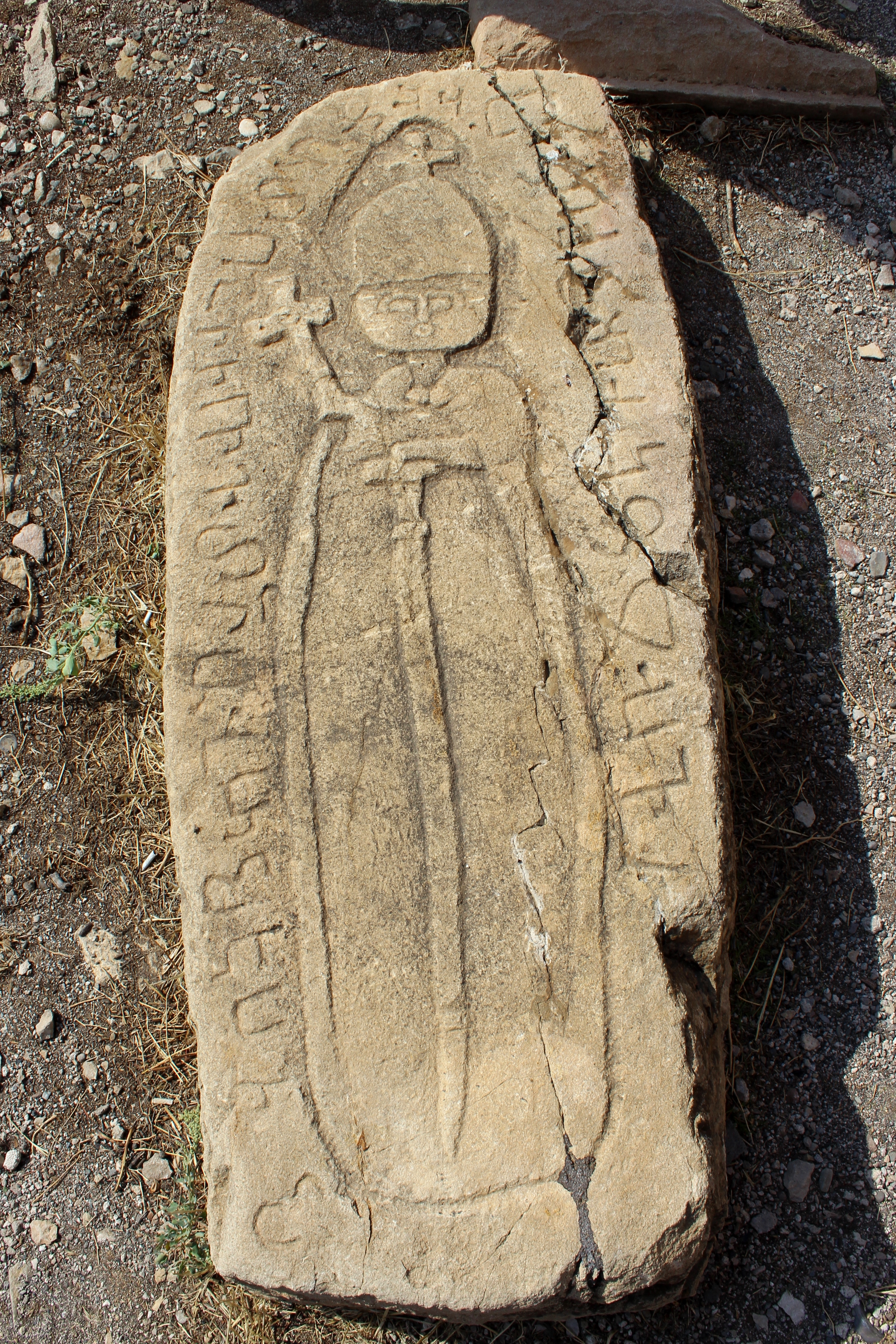
Decorative tombstone depicting a bishop near the southern façade the church
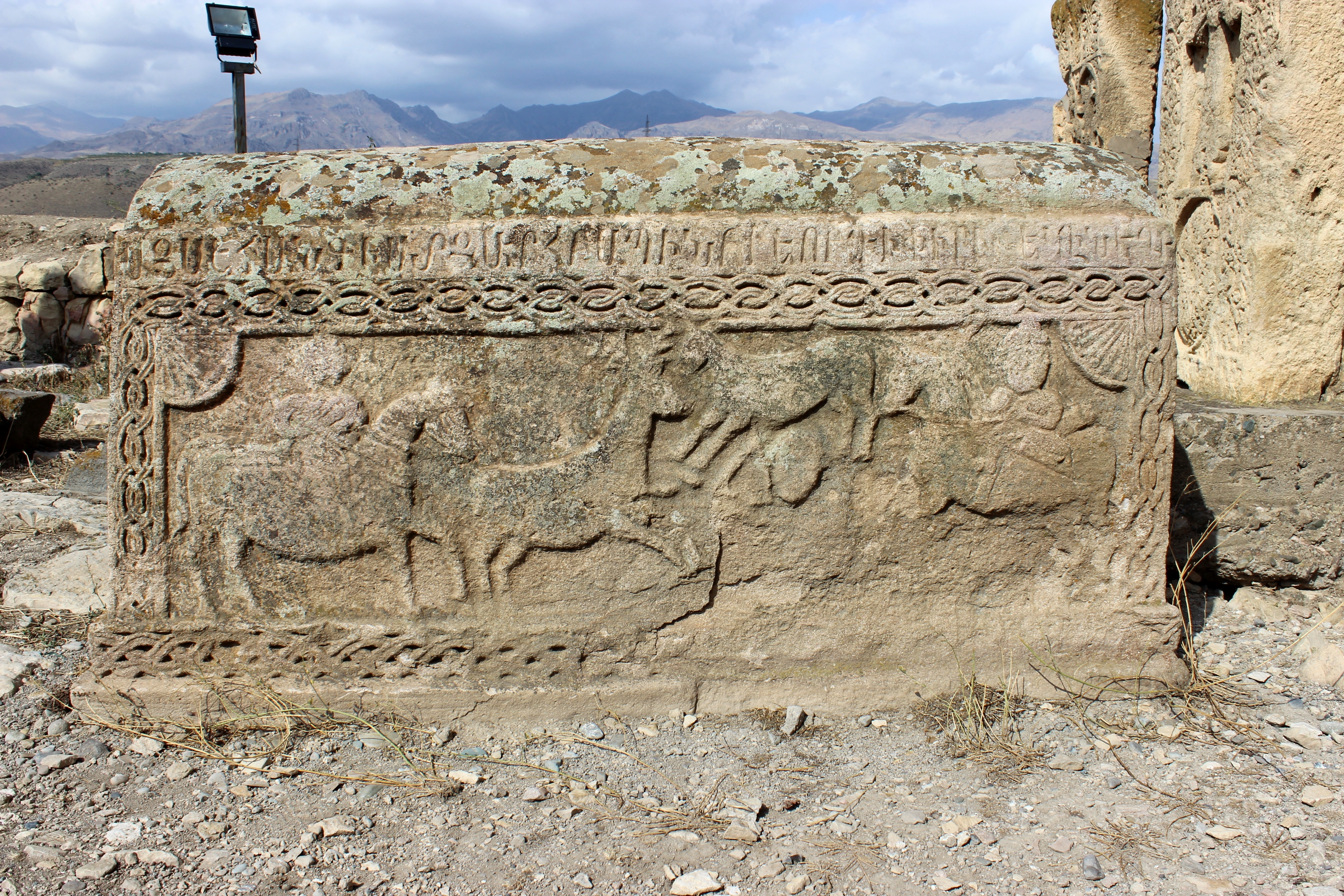
Decorative tombstone depicting a hunting scene adjacent to the western façade of the church